# Parc de la Ligue arabe
Le parc de la Ligue arabe (en arabe : حديقة جامعة الدول العربية) est un parc public situé à Casablanca au Maroc. Aménagé sous le protectorat français, il a été rénové en 2018.                                                                   

## Description du site

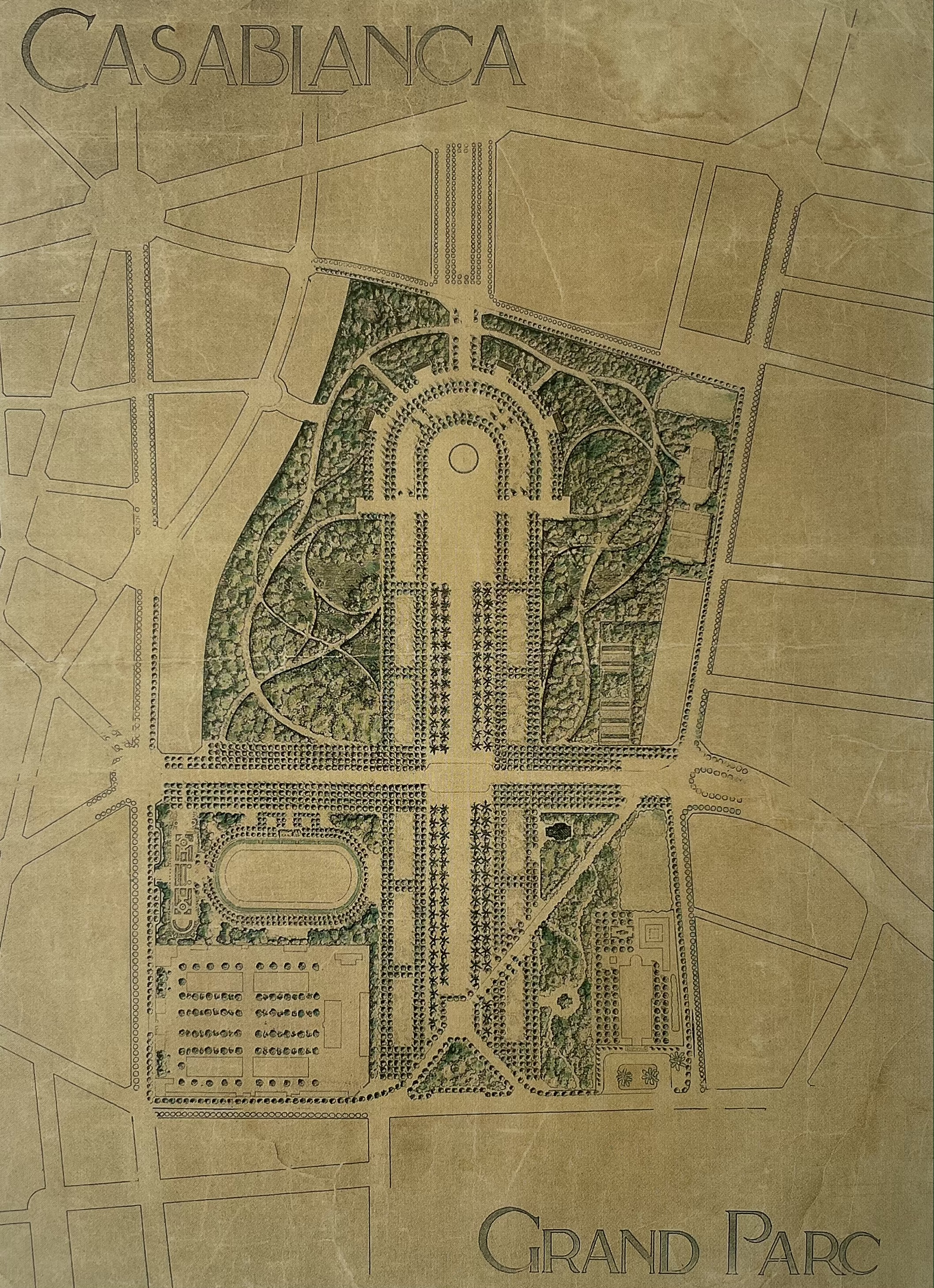
Plan général d'Albert Laprade pour un « Grand Parc », aquarelle, 1922.

Ce poumon vert de Casablanca s’étend sur 30 hectares. C'est d'après L'Économiste un des espaces emblématiques du centre-ville de Casablanca.

## Histoire
Le parc a été conçu à partir de 1916 par Albert Laprade sous la supervision d'Henri Prost. Planté en avril 1921, il est d'abord appelé parc Lyautey en l'honneur d'Hubert Lyautey, qui était le résident général.
À cette occasion, des piliers et des arches provenant de l'ancienne prison d'Anfa, démolie en 1916, ont été déplacés dans le parc,,.
Après l'indépendance, le parc change de nom pour honorer la Ligue arabe.
Le parc est rénové en 2018. Les travaux effectués sont évalués à environ 100 millions de dirhams (environ 10 millions d'euros).
En 2015, à la demande de l'Institut français, l'artiste Daniel Buren mélange des arches de couleurs vives aux arches de l'ancienne prison. Prévue pour être une installation temporaire d'un mois, l'œuvre est finalement conservée et reconstruite de manière durable dans le cadre de la rénovation.